# Samuel Bal
Samuel Bal (ok. 1598 – 1651), syn Jana, szlachcic polski herbu Gozdawa z Baligrodu i Hoczwi, rotmistrz królewski.
Długie lata pozostawał w sporach z Franciszkiem Mniszchem kasztelanem sądeckim i starostą sanockim. Zbudował groblę i drogę prowadzącą przez Cisną na Węgry, przy której pobierał myto. W roku 1648 sejmik ziemski sanocki powierza Samuelowi "obronę domową" przeciwko opryszkom węgierskim niepokojącym okolice, oraz poleca utworzenie zaciągu składającego się jazdy liczącej sto koni dla utrzymania porządku.
Rodzeństwo: Piotr, Jan i Matjasz. Potomstwo Samuela: córka Zofia i syn Mikołaj.